# Diocesi di Torit
La diocesi di Torit (in latino: Dioecesis Toritensis) è una sede della Chiesa cattolica nel Sudan del Sud suffraganea dell'arcidiocesi di Giuba. Nel 2022 contava 1.202.000 battezzati su 1.751.000 abitanti. È retta dal vescovo Emmanuel Bernardino Lowi Napeta.

## Territorio
La diocesi comprende lo stato dell'Equatoria Orientale.
Sede vescovile è la città di Torit, dove si trova la cattedrale dei Santi Pietro e Paolo.
Il territorio si estende su 82.542 km² ed è suddiviso in 20 parrocchie.

## Storia
La diocesi è stata eretta il 2 maggio 1983 con la bolla Quo aptius spirituali di papa Giovanni Paolo II, ricavandone il territorio dall'arcidiocesi di Giuba.

## Cronotassi dei vescovi
Si omettono i periodi di sede vacante non superiori ai 2 anni o non storicamente accertati.
- Paride Taban † (2 luglio 1983 - 7 febbraio 2004 dimesso)
  - Sede vacante (2004-2007)
- Akio Johnson Mutek † (9 giugno 2007 - 18 marzo 2013 deceduto)
  - Sede vacante (2013-2019)
- Stephen Ameyu Martin Mulla (3 gennaio 2019 - 12 dicembre 2019 nominato arcivescovo di Giuba)[1]
  - Sede vacante (2019-2022)
- Emmanuel Bernardino Lowi Napeta, dall'8 novembre 2022

## Statistiche
La diocesi nel 2022 su una popolazione di 1.751.000 persone contava 1.202.000 battezzati, corrispondenti al 68,6% del totale.
| anno | popolazione | popolazione | popolazione | presbiteri | presbiteri | presbiteri | presbiteri                | diaconi | religiosi | religiosi | parrocchie |
| anno | battezzati  | totale      | %           | numero     | secolari   | regolari   | battezzati per presbitero | diaconi | uomini    | donne     | parrocchie |
| ---- | ----------- | ----------- | ----------- | ---------- | ---------- | ---------- | ------------------------- | ------- | --------- | --------- | ---------- |
| 1987 | 200.000     | 491.683     | 40,7        | 26         | 8          | 18         | 7.692                     |         | 21        | 15        | 8          |
| 1999 | 586.000     | 852.000     | 68,8        | 51         | 39         | 12         | 11.490                    |         | 19        | 38        | 9          |
| 2000 | 586.000     | 852.000     | 68,8        | 46         | 34         | 12         | 12.739                    |         | 19        | 42        | 9          |
| 2001 | 586.570     | 732.000     | 80,1        | 58         | 48         | 10         | 10.113                    |         | 16        | 39        | 13         |
| 2003 | 592.000     | 747.000     | 79,3        | 62         | 53         | 9          | 9.548                     |         | 13        | 35        | 14         |
| 2004 | 596.000     | 750.000     | 79,5        | 68         | 67         | 1          | 8.764                     |         | 5         | 36        | 23         |
| 2010 | 682.000     | 891.000     | 76,5        | 54         | 44         | 10         | 12.629                    |         | 26        | 17        | 19         |
| 2014 | 1.085.000   | 1.550.000   | 70,0        | 43         | 33         | 10         | 25.232                    |         | 19        | 10        | 19         |
| 2017 | 1.040.000   | 1.529.000   | 68,0        | 45         | 35         | 10         | 23.111                    |         | 17        | 13        | 19         |
| 2020 | 1.139.835   | 1.673.100   | 68,1        | 36         | 36         |            | 31.662                    |         | 3         | 16        | 20         |
| 2022 | 1.202.000   | 1.751.000   | 68,6        | 57         | 36         | 21         | 21.087                    |         | 24        | 16        | 20         |